# Episinus implexus
Episinus implexus är en spindelart som först beskrevs av Simon 1894.  Episinus implexus ingår i släktet Episinus, och familjen klotspindlar.
Artens utbredningsområde är Venezuela. Inga underarter finns listade i Catalogue of Life.